# Acanthermia brunnea
Acanthermia brunnea là một loài bướm đêm trong họ Noctuidae.